# Serratula hungarica
Serratula hungarica är en ringmaskart som beskrevs av Rakosi 1981. Serratula hungarica ingår i släktet Serratula, klassen havsborstmaskar, fylumet ringmaskar och riket djur. Inga underarter finns listade i Catalogue of Life.